# Talbrücke Haseltal (A 73)
Die Talbrücke Haseltal ist eine 845 m lange Balkenbrücke, die den Suhler Stadtteil Heinrichs überspannt. Markant sind der blaue Anstrich der stählernen Brückenkonstruktion und die Schrägstreben.
Das Bauwerk liegt im Zuge der Bundesautobahn 73 bei Suhl zwischen dem Autobahndreieck Suhl und der Anschlussstelle Suhl–Zentrum. Die Talbrücke überquert in einer maximalen Höhe von ungefähr 82 m das Tal der Hasel mit dem ehemaligen Werksgelände von Simson, den heutigen Gewerbepark, sowie mit der Landesstraße 1140 und der Bahnstrecke Suhl-Grimmenthal.
Gebaut wurde die Brücke zwischen den Jahren 2003 und 2006. Mit ungefähr 34 Millionen Euro war sie die teuerste Brücke des gesamten Verkehrsprojekts deutsche Einheit Nr. 16. Bezogen auf die Brückenfläche betrugen die Kosten 1400 Euro/m². Dieser Vergleichswert war allerdings zum Beispiel bei der Talbrücke Wilde Gera mit 1580 Euro/m² höher.

## Baugeschichte
Aufgrund der Trassenplanung mussten zehn Familien aus dem Suhler Ortsteil Suhl-Heinrichs (Heiligenland) ihr Haus aufgeben und umziehen. In keinem Fall kam es zur Enteignung, jedoch hatte die Stadtverwaltung Suhl bei der Planung der A 73 das betroffene Areal als Grünland ausgewiesen, obwohl sich dort Garten- und Wohnhäuser befanden.
Baubeginn war im Januar 2003. Geplant war die Fertigstellung für Mitte Dezember 2005, gleichzeitig sollte der Abschnitt der Bundesautobahn 73 zwischen Autobahndreieck Suhl und Suhl-Friedberg freigegeben werden. Die Abdichtung des Stahlbetons der Fahrbahnplatte und das anschließende Aufbringen des Fahrbahnbelags konnten jedoch aufgrund von Bauverzögerungen durch die Insolvenz der Walter Bau AG nicht mehr rechtzeitig vor dem Winter fertiggestellt werden. Diese Arbeiten wurden erst im März 2006 wieder aufgenommen, als Witterungsverhältnisse mit ausreichend hohen Temperaturen herrschten. Die Verkehrsfreigabe der Brücke und des betreffenden Autobahnabschnittes erfolgte am 16. Juni 2006.

## Konstruktion

### Brückengeometrie
Im Grundriss verläuft die Brücke auf der Nordseite anfangs gerade. Nach ungefähr 400 m folgt eine Klothoide mit einer Konstanten A von 400 und anschließend ein Kreisbogen mit 800 m Radius. Außerdem ist ein Längsgefälle zwischen 1 und 2 % Richtung Süden vorhanden.

### Gründung und Unterbau
Die Widerlager und südlichen Hangpfeiler sind flach gegründet, die übrigen vier Pfeiler auf Pfahlkopfplatten mit bis zu 15 Großbohrpfählen bei einem Durchmesser von 1,5 m und Längen von maximal 25 m.

### Überbau

Abtragung der Vertikalkräfte

Die Stützweiten zwischen den Widerlagern bzw. Stützen betragen 70 m + 88,5 m + 125 m + 175 m + 125 m + 95 m + 92,5 m + 74 m. Der 5,0 m hohe Überbau besteht aus einem einzelligen Stahlhohlkasten, der an der Unterseite 8,6 m und 11,0 m auf der Oberseite breit ist. Aufgrund der Krümmung im Grundriss hat der Kastenträger oben ein Stahldeck. Mit der Fahrbahnplatte aus Stahlbeton sind die Kastenstege durch Kopfbolzendübel verbunden und bilden somit einen Verbundquerschnitt. Die Fahrbahnplatte ist 28,5 m breit, mindestens 28 cm dick und gevoutet ausgebildet. Die weite Auskragung von 9 m wird durch Schrägstreben im Abstand von 10 m unterstützt. Die maximale Spannweite des achtfeldrigen Überbaus beträgt 175 m. Zur Reduzierung der großen Stützweiten sind an den beiden Talpfeilern stählerne Schrägstreben vorhanden. Die Aussteifung der Brücke erfolgt durch die beiden hohen Talpfeiler. Diese sind durch den Überbau und die Schrägstreben miteinander rahmenartig verbunden.

### Ausführung
Der Stahlüberbau wurde an beiden Widerlagern in Taktkellern vorgefertigt und im Taktschiebeverfahren abschnittsweise über die Stützpfeiler eingeschoben. Um die auskragende Länge des Hohlkastens zu reduzieren, wurden in den 125 m langen Feldern Hilfsstützen errichtet. Nach dem Einschub erfolgte das Verschweißen der beiden 87,5 m auskragenden Brückenhälften in Brückenmitte und die Montage der 300 Tonnen schweren Schrägstreben. Diese wurden mit hydraulischen Litzenhebern vom Stahlüberbau aus eingezogen. Anschließend wurde die Stahlbetonfahrbahnplatte mit einem Schalwagen abschnittsweise hergestellt.

### Schutzeinrichtung
Als Fahrzeug-Rückhaltesystem wurden auf der Brücke Betonschutzwände installiert.